# IAAPS
L’International association of aviation personnel schools (IAAPS), est une association aéronautique internationale qui a pour buts de maintenir un haut niveau de qualité dans la formation du personnel navigant et de représenter ses membres auprès des instances officielles (EASA) et des compagnies aériennes.

## Historique
L'IAAPS est créée le 25 octobre 1995 sous le nom d’European association of aviation pilot schools (EAAPS). Le changement de nom est intervenu en 2009 afin d'élargir l'association à des écoles non européennes,.

## Écoles membres
L'IAAPS regroupe 33 membres principalement en Europe.

### Allemagne
- Haeusl 'air
- IKON Gmbh
- Lufthansa flight training
- Verband deutsche verkehrsfliegerschule

### Angleterre
- Atlantic flight training
- Bristol flying centre
- Cabair college of air training
- London metropolitan university
- Oxford aviation academy
- Thomsonfly

### Autriche
- Aeronautx luftfahrtschule gmbH

### Belgique
- Ben-air flight academy
- Sabena flight academy

### Croatie
- Faculty of transport and traffic sciences croatia aviation training center

### Espagne
- Asociación de escuelas de formación aeronáutica
- Flight training europe

### Finlande
- Finnish aviation academy

### France
- Airbus training division
- École de pilotage amaury de la grange
- École nationale de l'aviation civile
- ESMA aviation academy
- Institut aéronautique Jean-Mermoz

### Maroc
- École nationale des pilotes de ligne[5]

### Pays-Bas
- Dutch flight academy
- EPST
- KLM flight academy
- Nationale luchtvaart school CAE- NLS
- Stella aviation academy

### Turquie
- ER-AH aviation commerce
- Istanbul DUHA aviation flight school

### Suède
- European flight training academy
- Scandinavian aviation academy

### Suisse
- Swiss aviation training